# 20.º distrito congresional de California
El 20.º distrito congresional es un distrito congresional que elige a un Representante para la Cámara de Representantes de los Estados Unidos por el estado de California. Según la Oficina del Censo, en 2011 el distrito tenía una población de 731 263 habitantes. Actualmente el distrito está representado por el Demócrata Sam Farr.

## Geografía
El 20.º distrito congresional se encuentra ubicado en las coordenadas 36°22′24″N 121°16′31″O / 36.3732865, -121.2752181.

## Demografía
Según la Oficina del Censo de los Estados Unidos, en 2011 había 731 263 personas residiendo en el 20.º distrito congresional. De los 731 263 habitantes, el distrito estaba compuesto por 452 639 (61.9%) blancos; de esos, 436 167 (59.6%) eran blancos no latinos o hispanos. Además 46 197 (6.3%) eran afroamericanos o negros, 7 575 (1%) eran nativos de Alaska o amerindios, 42 143 (5.8%) eran asiáticos, 1 024 (0.1%) eran nativos de Hawái o isleños del Pacífico, 176 416 (24.1%) eran de otras razas y 21 741 (3%) pertenecían a dos o más razas. Del total de la población 509 601 (69.7%) eran hispanos o latinos de cualquier raza; 482 250 (65.9%) eran de ascendencia mexicana, 3 561 (0.5%) puertorriqueña y 501 (0.1%) cubana. Además del inglés, 5 215 (54.9%) personas mayor a cinco años de edad hablaban español perfectamente.
El número total de hogares en el distrito era de 186 548 y el 78.5% eran familias en la cual el 47.6 tenían menores de 18 años de edad viviendo con ellos. De todas las familias viviendo en el distrito, solamente el 49.7% eran matrimonios. Del total de hogares en el distrito, el 7.5 eran parejas que no estaban casadas, mientras que el 0.4% eran parejas del mismo sexo. El promedio de personas por hogar era de 3.65. 
En 2011 los ingresos medios por hogar en el distrito congresional eran de US$34 285, y los ingresos medios por familia eran de US$47 354. Los hogares que no formaban una familia tenían unos ingresos de US$39 023. El salario promedio de tiempo completo para los hombres era de US$28 826 frente a los US$26 752 para las mujeres. La renta per cápita para el distrito era de US$12 743. Alrededor del 28.5% de la población estaban por debajo del umbral de pobreza.